# Yǒnglè
Yǒnglè (永樂, «Eterna felicitat» (2 de maig de 1360 a Nanquín - 12 d'agost de 1424 a Yumuchuan, Mongòlia Interior)), el nom personal era Zhu Di (朱棣, Chu Tu), va ser quart fill de l'emperador Hongwu, i el tercer emperador de la dinastia Ming, i va governar des del 17 juliol 1402 de l'Imperi Xinès.
El seu regnat es considera el zenit de la dinastia Ming, ja que durant ell es va aconseguir la màxima extensió territorial, es va mantenir l'economia estabilitzada i es va emprendre una dinàmica política exterior que va estendre la influència de la Xina per gran part d'Àsia i Àfrica. No obstant això, la meitat posterior del seu regnat va començar ja a mostrar signes de decadència, que s'accentuarien en els següents emperadors. Entre les seves majors fites cal destacar que durant el seu regnat es van realitzar la major part dels viatges exploratoris marítims de l'almirall Zheng He, va ser acabada l'extensa enciclopèdia que porta el seu nom i es va transferir la capital de Nanquín a Pequín, on va fer construir la Ciutat Prohibida i les Tombes de la dinastia Ming.

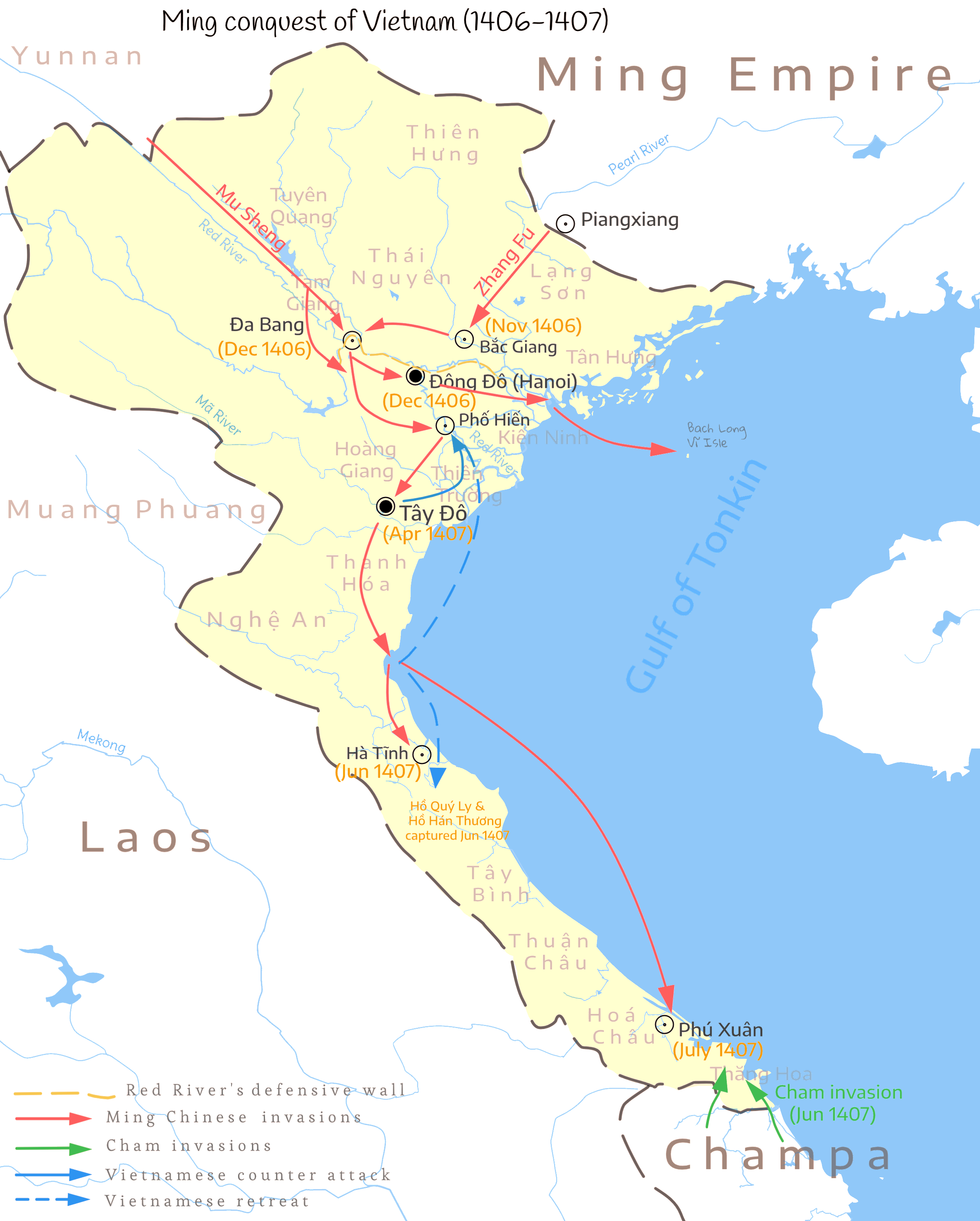
Invasió xinesa del Vietnam (1406-1407)

El 1407 va destruir la dinastia Hồ i incorporar Dai Ngu a l'Imperi com a província de Jiaozhi, però Lê Lợi es va aixecar contra el domini xinès en 1418.